# Лоран Блан
Лора́н Робе́р Блан (фр. Laurent Robert Blanc; нар. 19 листопада 1965 року, Алес, Франція) — колишній французький футболіст, тренер, головний тренер клубу «Ліон». З 25 червня 2013 по червень 2016 року очолював «Парі Сен-Жермен». Після трьох успішних років у клубі (3 чемпіонства, 2 Кубки Франції, 3 Кубки Ліги, 3 Суперкубки) залишив клуб у червні 2016-го.

## Ігрова кар'єра

### Клубна

#### «Монпельє»
Починав кар'єру в «Монпельє», де виступав на позиції півзахисника. Був одним з бомбардирів клубу. Разом з командою піднявся з 1-ї ліги у вищу (1987 року) і завоював кубок Франції (1990).

#### Внутрішній успіх
1991 року перейшов у «Наполі», в якому відіграв 31 гру і забив 6 голів. З команди пішов по закінченні сезону, пояснивши свій вчинок бажанням грати за збірну.
У сезоні 1995/96 грав за «Осер», з яким став чемпіоном Франції.

#### «Барселона»
Виступи Блана, які підкреслювались досягненнями «Осера» привертали увагу європейських клубів. Врешті решт футболіст підписав контракт з іспанською «Барселоною». Блан виграв Суперкубок у «Атлетико», але після цього швидко отримав травму. Після повернення став грати регулярно, але у чвертьфіналі Кубка кубків проти «АІКа» був вилучений з поля. Потім Лоран знову травмувався, що змусило пропустити його Ель Класіко та фінал Кубка кубків проти «ПСЖ». Після досить невдалого сезону Блан вирішив піти з команди.

#### «Манчестер Юнайтед»
Тренер «Манчестер Юнайтед» декілька разів запрошував Блана 1996 року, але даремно. 2001 року футболіст підписав контракт з англійською командою. Попри свій вік, 35 років, Лоран швидко став гравцем основного складу. У перші місяці Блана багато критикували. У чемпіонаті команда програла п'ять разів поспіль «Болтону», «Ліверпулю», «Арсеналу», «Ньюкасл Юнайтед» та «Челсі» (за збігом обставин перші латинські літери назв команд складають прізвище футболіста — Bolton, Liverpool, Arsenal, Newcastle United, Chelsea). За два роки Блан завершив кар'єру, допомігши манкуніанцям виграти Прем'єр-лігу. За час перебування в «Манчестері» Лоран забив чотири м'ячі: один в чемпіонаті «Тоттенхему», а три в Лізі чемпіонів: «Олімпіакосу» та «Боавішті» (вдома та на виїзді).

### Міжнародна
У збірній дебютував у лютому 1989 року. Після поразки 1993 року від збірної Ізраїлю, деякий час не виступав. Новий тренер Еме Жаке все ж почав запрошувати Блана до збірної.
Після перемоги на чемпіонаті світу 1998 року на деякий час припиняв виступи. Проте новий тренер французів, Роже Лемер, знайшов підхід до Блана та вмовив його продовжити грати за національну команду.
За збірну Франції Лоран Блан провів 97 матчів, в яких забив 16 м'ячів, що не властиво для захисника. Грав у складі збірної на чемпіонаті Європи 1992, ставав півфіналістом на чемпіонаті Європи 1996, переможцем чемпіонату світу 1998 і чемпіонату Європи 2000.
Лоран Блан є автором першого «золотого м'яча» в історії чемпіонатів світу у ворота збірної Парагваю в 1/8 фіналу ЧС-1998 у Франції (матч закінчився з рахунком 1:0). Блан також увійшов в історію тим, що пропустив фінальний матч ЧС-98 через видалення в півфіналі проти збірної Хорватії, коли захисник хорватів Славен Біліч симулював удар з боку Блана ліктем в обличчя.

## Тренерська кар'єра

### «Бордо»
З 8 червня 2007 року Блан став тренером «Бордо», замінивши бразильця Рікардо Гомеса. У перший сезон команда досягла другого місця в чемпіонаті, а самого Блана було визнано тренером року. У наступному сезоні команда перемогла в Лізі 1, а також виграла національний кубок.

### Збірна Франції
16 травня 2010 року Блан закінчив працювати з «Бордо», а 2 липня був призначений головним тренером збірної Франції, контракт з Федерацією футболу Франції підписав на 2 роки.
11 серпня в першому матчі з новим тренером Франція поступилась Норвегії з рахунком 1-2 на стадіоні Уллевол в Осло. Однак пізніше вдалось здобути перемоги в товариських матчах з Англією (2-1) та Бразилією (1-0).

### Парі Сен-Жермен
25 червня 2013 року Лоран підписує угоду зі столичним ПСЖ. І вже 3 серпня він виграє свій перший трофей у новому клубі, здолавши у Суперкубку свою колишню команду - «Бордо». З паризьким грандом Блан за три роки виграв три чемпіонства, два Кубки Франції, два Кубки Ліги й ще два Суперкубки.
27 червня 2016 року він залишив ПСЖ.

## Досягнення

### Гравець

#### Клубні
«Монпельє»
- Володар кубка Франції: 1989-90

«Барселона»
- Володар суперкубка Іспанії: 1996
- Володар Кубка Кубків: 1996-97

«Осер»
- Чемпіон Франції: 1995-96
- Володар кубка Франції: 1995-96

«Манчестер Юнайтед»
- Чемпіон Англії: 2002-03

#### Збірні
Молодіжна збірна
- Чемпіон Європи: 1988

Національна збірна
- Чемпіон світу: 1998
- Чемпіон Європи: 2000

#### Індивідуальні
- 1990 Французький футболіст року
- 1996 Гравець збірної всіх зірок на ЧЄ-1996
- 1998 Chevalier (Лицар) Почесного легіону[15][16]
- 2000 Міжнародний гравець року (Pirata d'oro)
- 2000 Гравець збірної всіх зірок на ЧЄ-2000
- 2004 Трофей UNFP
- 2009 Французький тренер року

### Тренер
«Бордо»
- Чемпіон Франції: 2008-09
- Володар кубка французької Ліги: 2008-09
- Володар суперкубка Франції: 2008, 2009

«Парі-Сен-Жермен»
- Чемпіон Франції: 2014, 2015, 2016
- Володар Кубка Франції : 2015, 2016
- Володар Кубка французької ліги: 2014, 2015, 2016
- Володар Суперкубка Франції: 2013, 2014, 2015

«Аль-Іттіхад»
- Чемпіон Саудівської Аравії (1): 2025
- Володар Королівського кубка Саудівської Аравії (1): 2025

## Статистика

### Гравець
| Сезон             | Клуб              | Дивізіон          | Чемпіонат | Чемпіонат | Національний кубок | Національний кубок | Кубок Ліги | Кубок Ліги | Європейські змагання | Європейські змагання | Європейські змагання | Збірні | Збірні | Всього | Всього |
| Сезон             | Клуб              | Дивізіон          | Матчі     | Голи      | Матчі              | Голи               | Матчі      | Голи       | Змаг.                | Матчі                | Голи                 | Матчі  | Голи   | Матчі  | Голи   |
| ----------------- | ----------------- | ----------------- | --------- | --------- | ------------------ | ------------------ | ---------- | ---------- | -------------------- | -------------------- | -------------------- | ------ | ------ | ------ | ------ |
| 1983-1984         | Монпельє          | Ліга 2            | 20        | 0         | 0                  | 0                  | -          | -          | -                    | -                    | -                    | -      | -      | 20     | 0      |
| 1984-1985         | Монпельє          | Ліга 2            | 32        | 5         | 1                  | 0                  | -          | -          | -                    | -                    | -                    | -      | -      | 33     | 5      |
| 1985-1986         | Монпельє          | Ліга 2            | 30        | 6         | 2                  | 0                  | -          | -          | -                    | -                    | -                    | -      | -      | 32     | 6      |
| 1986-1987         | Монпельє          | Ліга 2            | 34        | 18        | 1                  | 0                  | -          | -          | -                    | -                    | -                    | -      | -      | 35     | 18     |
| 1987-1988         | Монпельє          | Ліга 1            | 24        | 6         | 1                  | 0                  | -          | -          | -                    | -                    | -                    | -      | -      | 25     | 6      |
| 1988-1989         | Монпельє          | Ліга 1            | 35        | 15        | 3                  | 1                  | -          | -          | КУ                   | 2                    | 0                    | 3      | 0      | 43     | 16     |
| 1989-1990         | Монпельє          | Ліга 1            | 36        | 12        | 6                  | 2                  | -          | -          | -                    | -                    | -                    | 7      | 2      | 49     | 16     |
| 1990-1991         | Монпельє          | Ліга 1            | 38        | 14        | 2                  | 0                  | -          | -          | КК                   | 6                    | 1                    | 5      | 1      | 51     | 16     |
| 1991-1992         | Наполі            | Серія А           | 31        | 6         | 0                  | 0                  | -          | -          | -                    | -                    | -                    | 10     | 1      | 41     | 7      |
| 1992-1993         | Нім Олімпік       | Ліга 1            | 29        | 1         | 1                  | 0                  | -          | -          | -                    | -                    | -                    | 5      | 2      | 35     | 3      |
| 1993-1994         | Сент-Етьєн        | Ліга 1            | 33        | 5         | 1                  | 0                  | -          | -          | -                    | -                    | -                    | 7      | 1      | 41     | 6      |
| 1994-1995         | Сент-Етьєн        | Ліга 1            | 37        | 13        | 1                  | 0                  | 1          | 0          | -                    | -                    | -                    | 8      | 1      | 47     | 14     |
| 1995-1996         | Осер              | Ліга 1            | 23        | 2         | 6                  | 2                  | 2          | 0          | КУ                   | 1                    | 0                    | 9      | 2      | 41     | 6      |
| 1996-1997         | Барселона         | Прімера Дивізіон  | 28        | 1         | 5                  | 0                  | -          | -          | КК                   | 5                    | 0                    | 7      | 1      | 45     | 2      |
| 1997-1998         | Марсель           | Ліга 1            | 31        | 11        | 1                  | 0                  | 3          | 2          | -                    | -                    | -                    | 13     | 3      | 48     | 16     |
| 1998-1999         | Марсель           | Ліга 1            | 32        | 2         | 1                  | 0                  | 1          | 0          | КУ                   | 10                   | 1                    | 7      | 0      | 51     | 3      |
| 1999-2000         | Інтернаціонале    | Серія А           | 34+1      | 3+0       | 7                  | 0                  | -          | -          | -                    | -                    | -                    | 14     | 2      | 56     | 5      |
| 2000-2001         | Інтернаціонале    | Серія А           | 33        | 3         | 2                  | 0                  | -          | -          | ЛЧ+КУ                | 2+7                  | 0+0                  | 2      | 0      | 46     | 3      |
| 2001-2002         | Манчестер Юнайтед | Прем'єр-ліга      | 29        | 1         | 2                  | 0                  | 0          | 0          | ЛЧ                   | 15                   | 3                    | -      | -      | 46     | 4      |
| 2002-2003         | Манчестер Юнайтед | Прем'єр-ліга      | 19        | 0         | 1                  | 0                  | 0          | 0          | ЛЧ                   | 9                    | 1                    | -      | -      | 29     | 1      |
| Всього за збірну  | Всього за збірну  | Всього за збірну  | -         | -         | -                  | -                  | -          | -          | -                    | -                    | -                    | 97     | 16     | 97     | 16     |
| Всього у Франції  | Всього у Франції  | Всього у Франції  | 434       | 110       | 27                 | 5                  | 7          | 2          | -                    | 19                   | 2                    | -      | -      | 487    | 119    |
| Всього в Італії   | Всього в Італії   | Всього в Італії   | 99        | 12        | 9                  | 0                  | -          | -          | -                    | 9                    | 0                    | -      | -      | 117    | 12     |
| Всього в Іспанії  | Всього в Іспанії  | Всього в Іспанії  | 28        | 1         | 5                  | 0                  | -          | -          | -                    | 5                    | 0                    | -      | -      | 38     | 1      |
| Всього в Англії   | Всього в Англії   | Всього в Англії   | 48        | 1         | 3                  | 0                  | -          | -          | -                    | 24                   | 4                    | -      | -      | 75     | 5      |
| Всього за кар'єру | Всього за кар'єру | Всього за кар'єру | 609       | 124       | 44                 | 5                  | 7          | 2          | -                    | 57                   | 6                    | 97     | 16     | 814    | 153    |

Примітки:
- ЛЧ = Ліга чемпіонів
- КК = Кубок кубків
- КУ = Кубок УЄФА
- Змаг. = Змагання

### Тренер
| Сезон       | Команда        | Країна  | Матчі | Перемоги | Нічиї | Поразки | М'ячі забиті | М'ячі пропущені | Перемоги (%) |
| 2007 — 2008 | Бордо          | Франція | 51    | 30       | 12    | 9       | 87           | 52              | 58.8         |
| 2008 — 2009 | Бордо          | Франція | 52    | 30       | 11    | 11      | 85           | 53              | 57.7         |
| 2009 — 2010 | Бордо          | Франція | 56    | 33       | 8     | 15      | 84           | 55              | 59.9         |
| 2010 — 2011 | Збірна Франції | Франція | 12    | 8        | 2     | 2       | 16           | 6               | 66.7         |
| 2011 — 2012 | Збірна Франції | Франція | 5     | 2        | 3     | 0       | 7            | 3               | -            |